# Esther Kiliz
 (janvier 2009).
Si vous disposez d'ouvrages ou d'articles de référence ou si vous connaissez des sites web de qualité traitant du thème abordé ici, merci de compléter l'article en donnant les références utiles à sa vérifiabilité et en les liant à la section « Notes et références ».
Aline Esther Gaod dite Esther Kiliz, née à Genève le 1er mai 1892 et morte à Compiègne le 25 décembre 1987, est une chanteuse tyrolienne française. 

## Biographie
Elle débute au Théâtre de l'Horloge à Lyon en 1908, au même programme que Colette Willis. Elle enchaîne ensuite les succès sur diverses scènes de Paris, de province et de l'étranger, le genre tyrolien étant très en vogue au café-concert et au music-hall entre 1900 et 1930. Après une parenthèse à l'Opéra de Lyon, elle fut choisie par les frères Isola pour jouer le rôle de la commère dans l'opérette L'Auberge du Cheval-Blanc en 1931. Mais retenue par ses tournées en Amérique du Sud, elle ne put revenir à temps pour honorer ce rôle qu'elle reprit un peu plus tard.
En 1936 elle participe, en compagnie de l'acteur Paul Pauley, à une des premières  émissions de la télévision française.
Mariée à Jean Hannesse dit Nériesse (chanteur de variétés) le 11 octobre 1910 à Bordeaux. Ce dernier décèdera 12 ans plus tard à Pont de Cheruy des suites de la guerre.

## Discographie
Les rares 78 tours de la chanteuse ont été réédités à deux reprises : Kiliz et Andreany (1997, Michel Chaineaud Production, préfacé par André Anciaux et Michel Chaineaud) et un double album Les plus belles chansons tyroliennes (2006, Marianne Melodie, préface et prêt d'archives d'André Anciaux et Mathieu Moulin).